# Кумановський Віктор Анатолійович
Ві́ктор Анато́лійович Кумано́вський (19 лютого 1975 — 7 серпня 2014) — солдат, Державна прикордонна служба України, учасник російсько-української війни.

## Життєвий шлях
Народився 1975 року в селі Хижня (також місцем народження вказується місто Умань). Виростав в родині з двома молодшими братами. 1992 року закінчив Хижнянську ЗОШ, протягом 1993—1994 років проходив строкову військову службу. Проживав у м. Умань.
У часі війни — солдат, навчальний центр підготовки молодших спеціалістів Державної прикордонної служби України. З 30 червня виконував завдання з охорони Державного кордону України, Мобільна прикордонна застава на автомобілях.
Загинув 7 серпня — терористи «Градами» розстріляли українську колону за 3 км на південний захід від села Єсаулівка Антрацитівського району, що виходила з Дякового. Під час організованого прориву з оточення у «довжанському котлі» (сектор «Д») на з'єднання з основними силами після 22-денної героїчної оборони державного кордону під постійними масованими обстрілами з боку терористів і з боку Росії. Українські герої з боями вийшли в район Савур-Могили та Амвросіївки. Прорив тривав три доби. Віктор загинув від вибуху снаряда, що влучив у кабіну автомобіля, яким боєць керував.
Був тимчасово похований у братській могилі в полі місцевим священником, котрий повідомив згодом українську владу про поховання. 23 листопада 2014-го ексгумований пошуковцями місії «Евакуація-200» («Чорний тюльпан»). Тоді ж ексгумовано ще 7 бійців, упізнаний Ігор Присяжнюк, у серпні 2015-го за експертизою ДНК — Віталій Птіцин. Решта не ідентифіковані, судячи зі знайдених при них речей — прикордонники та курсанти Оршанського навчального центру ДПСУ.
Похований 29 серпня 2015 року в селі Хижня (Жашківський район). Без Віктора лишились батьки, брати, дружина, двоє дітей.

## Нагороди та вшанування
За особисту мужність, сумлінне та бездоганне служіння Українському народові, зразкове виконання військового обов'язку відзначений — нагороджений
- орденом «За мужність» III ступеня (посмертно)
- його портрет розміщено на меморіалі «Стіна пам'яті полеглих за Україну» в Києві: секція 2, ряд 7, місце 24
- почесний громадянин міста Умань (посмертно)[3]
- вшановується 7 серпня на щоденному ранковому церемоніалі вшанування захисників України, які загинули цього дня в різні роки внаслідок російської збройної агресії на Сході України.[4]
- його ім'ям названо вулицю в Умані.